# ريج أغينست ذا ماشين

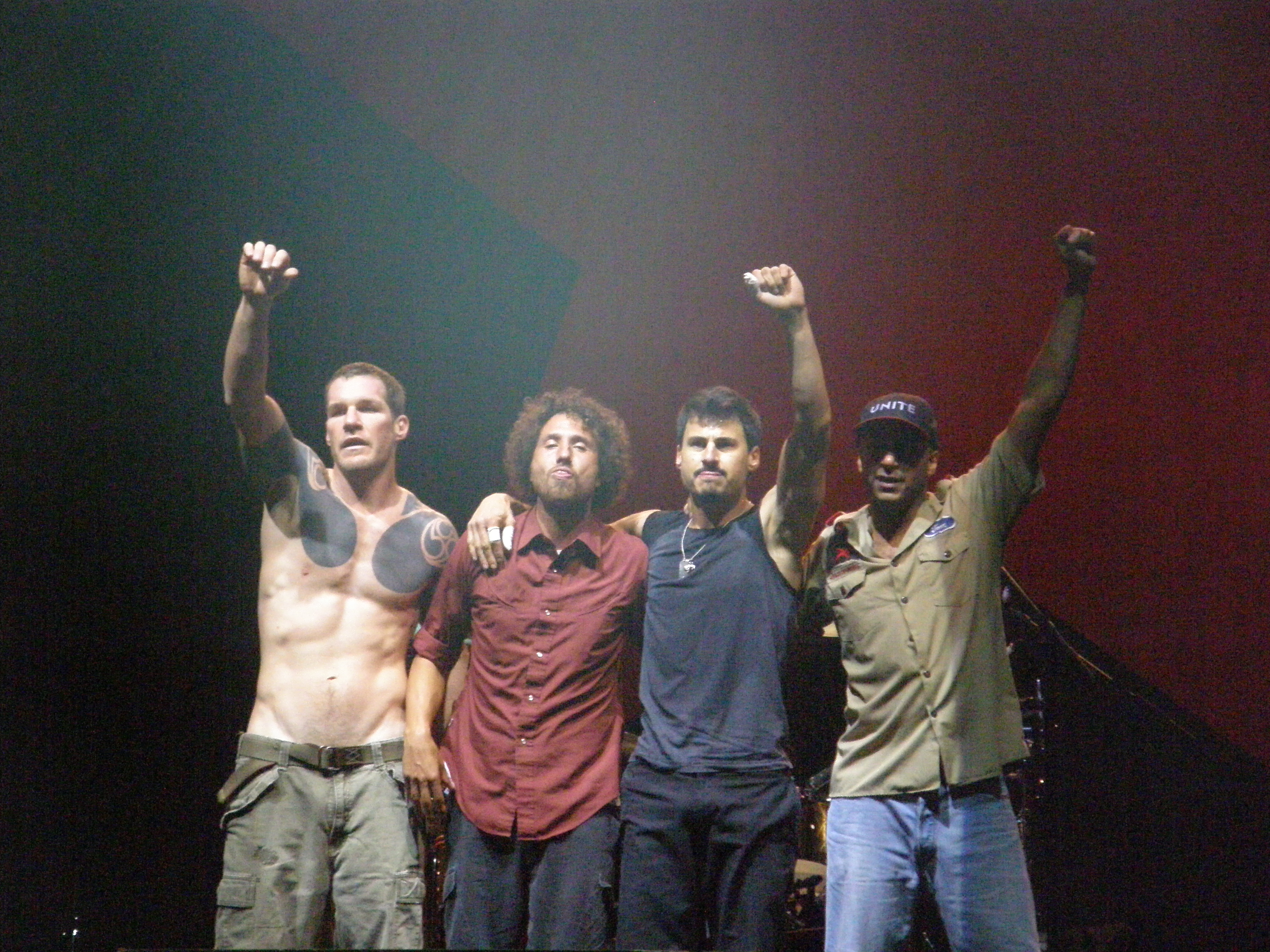

ريج أغينست ذا ماشين هي فرقة روك أمريكية من لوس أنجلس. تشكلت في عام 1991، وتتألف المجموعة من المغني زاك دي لا روتشا، عازف الباس والمغني الخلفي تيم كومرفورد، عازف الجيتار توم موريلو، والطبال براد ويلك. اشتهرت الفرقة بآراء أعضائها السياسية الثورية، والتي تم التعبير عنها في العديد من أغاني الفرقة. وحتى عام 2010، باعت الفرقة أكثر من 16 مليون تسجيل في جميع أنحاء العالم.
في عام 1992، أصدرت الفرقة ألبومها الذي يحمل اسمها، والذي حقق نجاحا بين الجمهور والنقاد، وحصلوا على فقرة في مهرجان لولابالوزا عام 1993. قامت مجلة رولينج ستون بوضع الألبوم في المرتبة رقم 368 على قائمة أعظم 500 ألبوم في كل العصور في عام 2003. تم إصدار ألبوم تابع في عام 1996 بعنوان إمبراطورية الشر. وصدر الألبوم الثالث، ذا باتل أوف لوس أنجلس، في عام 1999، وتم وضع الألبوم في المرتبة رقم 426 على القائمة السابق ذكرها. أصبحت الفرقة واحدة من أشهر الفرق وأكثرها تأثيرا في تاريخ الموسيقى خلال السنوات التسع الأولى من عمرها، وذلك وفقا لصحفي الموسيقى كولين ديفينيش. كما احتلت المرتبة رقم 33 على أفضل 100 فنان هارد روك في قائمة في إتش 1. كان للفرقة تأثير كبير على صنف النيو ميتال الذي ظهر في النصف الثاني من التسعينات.
في عام 2000، أصدرت الفرقة ألبوم رينيغيدز. وفي العام نفسه، ترك الفرقة دي لاروشا بعد تزايد التوترات على توجه إلفرقة ما أدى إلى تفككها.  بدأ دي لا روشا مسيرته المنفردة، في حين أن شكلت بقية الفرقة مجموعة الروك أوديوسليف مع كريس كورنيل الذي كان وقتها المغني الأمامي لفريق ساوندغاردن. سجلت مجموعة أوديوسليف ثلاثة ألبومات قبل حلها في عام 2007. وفي نفس العام، أعلن أعضاء ريج أغينست ذا ماشين عن لم شملهم وغنوا معا للمرة الأولى منذ سبع سنوات في مهرجان كوتشيلا فالي للموسيقى والفنون في أبريل 2007. وحتى عام 2011، استمرت الفرقة في الغناء في العروض الحية والمهرجانات في جميع أنحاء العالم. في عام 2016، شكل موريلو وكومرفورد وويلك فرقة جديدة، واسمها بروفيتس أوف ريج، مع تشاك دي وبي- ريل.  في عام 2017، تم ترشيحهم لإدخالهم في الصالة الفخرية للروك آند رول في السنة الأولى من أهليتهم لإدخال اسمهم هناك. 

## روابط خارجية
- ريج أغينست ذا ماشين على موقع IMDb (الإنجليزية)
- ريج أغينست ذا ماشين على موقع الموسوعة البريطانية (الإنجليزية)
- ريج أغينست ذا ماشين على موقع ميوزك برينز (الإنجليزية)
- ريج أغينست ذا ماشين على موقع رولينغ ستون (الإنجليزية)
- ريج أغينست ذا ماشين على موقع أول ميوزيك (الإنجليزية)
- ريج أغينست ذا ماشين على موقع ديسكوغز (الإنجليزية)
- ريج أغينست ذا ماشين على موقع قاعدة بيانات الفيلم (الإنجليزية)